# Trofeo Lloseta-Andrach 2018
La 27.ª edición de la clásica ciclista Trofeo Lloseta-Andrach fue una carrera en España que se celebró el 27 de enero de 2018 sobre un recorrido de 165,8 km en la isla baleares de Mallorca. La carrera hizo parte del tercer trofeo de la Challenge Ciclista a Mallorca 2018.
La carrera hizo parte del UCI Europe Tour 2018, dentro de la categoría UCI 1.1
La carrera fue ganada por el corredor letón Toms Skujiņš del equipo Trek-Segafredo, en segundo lugar Gregor Mühlberger (Bora-Hansgrohe) y en tercer lugar Elmar Reinders (Roompot-Nederlandse Loterij).

## Equipos participantes
Tomaron parte en la carrera 18 equipos: 5 de categoría UCI WorldTeam; 8 de categoría Profesional Continental; 4 de categoría Continental; y la selección nacional de España. Formando así un pelotón de 126 ciclistas de los que acabaron 62. Los equipos participantes fueron:
| WorldTeams (5)- Movistar Team - Sky - Bora-Hansgrohe - Lotto Soudal - Trek-Segafredo Equipos continentales profesionales (8)- Caja Rural-Seguros RGA - Burgos-BH - Fortuneo-Samsic - Sport Vlaanderen-Baloise - Euskadi Basque Country-Murias - Israel Cycling Academy - Roompot-Nederlandse Loterij - WB-Aqua Protect-Veranclassic Equipos continentales (4)- Biesse Carrera Gavardo - Fundación Euskadi - Pannon - Team Sauerland NRW p/b SKS GERMANY Equipo nacional- España |
| |

## Clasificación final
- Las clasificaciones finalizaron de la siguiente forma:[3]

| \| Clasificación general \| Clasificación general \| Clasificación general \| Clasificación general \| Clasificación general \| \| Ciclista \| Ciclista \| Equipo \| Tiempo \| \| \| --------------------- \| ------------------------ \| --------------------------- \| --------------------- \| --------------------- \| \| 1.º \| Toms Skujiņš \| Trek-Segafredo \| 4 h 19 min 14 s \| \| \| 2.º \| Gregor Mühlberger \| Bora-Hansgrohe \| + 25 s \| \| \| 3.º \| Elmar Reinders \| Roompot-Nederlandse Loterij \| + 31 s \| \| \| 4.º \| Alejandro Valverde \| Movistar Team \| + 42 s \| \| \| 5.º \| Pim Ligthart \| Roompot-Nederlandse Loterij \| + 42 s \| \| \| 6.º \| Eduard Prades \| Euskadi-Murias \| + 42 s \| \| \| 7.º \| Tim Wellens \| Lotto-Soudal \| + 42 s \| \| \| 8.º \| Gianni Moscon \| Team Sky \| + 42 s \| \| \| 9.º \| Vicente García de Mateos \| España \| + 42 s \| \| \| 10.º \| Bauke Mollema \| Trek-Segafredo \| + 42 s \| \| |                          |                             |                 |
| |                          |                             |                 |
| Fuente: ProCyclingStats |                          |                             |                 |
| Clasificación general |                          |                             |                 |
| Ciclista | Ciclista                 | Equipo                      | Tiempo          |
| 1.º | Toms Skujiņš             | Trek-Segafredo              | 4 h 19 min 14 s |
| 2.º | Gregor Mühlberger        | Bora-Hansgrohe              | + 25 s          |
| 3.º | Elmar Reinders           | Roompot-Nederlandse Loterij | + 31 s          |
| 4.º | Alejandro Valverde       | Movistar Team               | + 42 s          |
| 5.º | Pim Ligthart             | Roompot-Nederlandse Loterij | + 42 s          |
| 6.º | Eduard Prades            | Euskadi-Murias              | + 42 s          |
| 7.º | Tim Wellens              | Lotto-Soudal                | + 42 s          |
| 8.º | Gianni Moscon            | Team Sky                    | + 42 s          |
| 9.º | Vicente García de Mateos | España                      | + 42 s          |
| 10.º | Bauke Mollema            | Trek-Segafredo              | + 42 s          |

## UCI World Ranking
El Trofeo Lloseta-Andrach otorga puntos para el UCI Europe Tour 2018 y el UCI World Ranking, este último para corredores de los equipos en las categorías UCI WorldTeam, Profesional Continental y Equipos Continentales. Las siguientes tablas muestran el baremo de puntuación y los 10 corredores que obtuvieron más puntos:
| Posición   | 1º  | 2º | 3º | 4º | 5º | 6º | 7º | 8º | 9º | 10º | 11º | 12º | 13º-15º | 16º-25ª |
| Puntuación | 125 | 85 | 70 | 60 | 50 | 40 | 35 | 30 | 25 | 20  | 15  | 10  | 5       | 3       |

| 1.º  | Toms Skujiņš             | Trek-Segafredo                | 125 |
| 2.º  | Gregor Mühlberger        | Bora-Hansgrohe                | 85  |
| 3.º  | Elmar Reinders           | Roompot-Nederlandse Loterij   | 70  |
| 4.º  | Alejandro Valverde       | Movistar                      | 60  |
| 5.º  | Pim Ligthart             | Roompot-Nederlandse Loterij   | 50  |
| 6.º  | Eduard Prades            | Euskadi Basque Country-Murias | 40  |
| 7.º  | Tim Wellens              | Lotto Soudal                  | 35  |
| 8.º  | Gianni Moscon            | Sky                           | 30  |
| 9.º  | Vicente García de Mateos | España                        | 25  |
| 10.º | Bauke Mollema            | Trek-Segafredo                | 20  |